# بابتيست سانتاماريا
بابتيست سانتاماريا (بالفرنسية: Baptiste Santamaria)‏ (9 مارس 1995 بسان دولشار في فرنسا - ) هو لاعب كرة قدم فرنسي في مركز الوسط. شارك مع منتخب فرنسا تحت 20 سنة لكرة القدم. أما مع النوادي، فقد لعب مع نادي تور.

## روابط خارجية
- بابتيست سانتاماريا على موقع الاتحاد الأوربي (الإنجليزية)
- بابتيست سانتاماريا على موقع قاعدة بيانات كرة القدم.إي يو (الإنجليزية)
- بابتيست سانتاماريا على موقع ليكيب (الفرنسية)
- بابتيست سانتاماريا على موقع Soccerway.com (الإنجليزية)
- بابتيست سانتاماريا على موقع عالم كرة القدم.نت (الإنجليزية)
- بابتيست سانتاماريا على موقع AS.com (الإسبانية)